# Salvador Mora

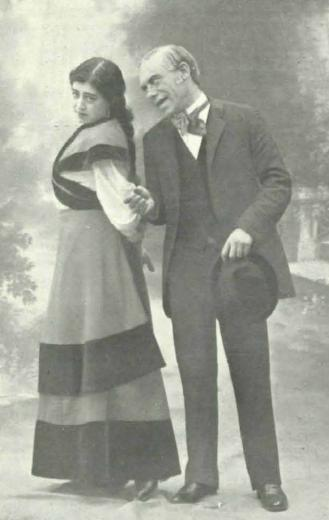
Salvador Mora junto a la actriz María Luisa Moneró en una escena de la obra Flor de los pazos (1912)

Salvador Mora fue un actor español, fallecido en Alicante el 22 de diciembre de 1935.

## Biografía

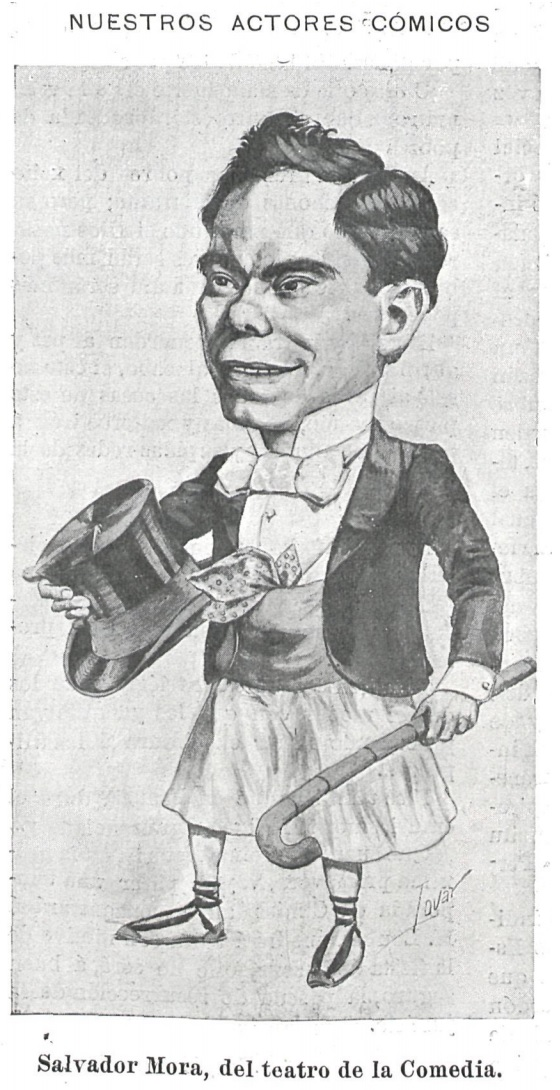
Caricaturizado por Tovar (1900)

Actor de reconocido prestigio en el panorama teatral madrileño del primer tercio del siglo XX, actuó junto a los más insignes artistas de su época. A principios de la década de 1900 ingresó en la compañía del Teatro de la Comedia, con la que puso en escena obras como Las flores (1901), de los Hermanos Álvarez Quintero, junto a Concha Catalá. A finales de la década se traspasa al Teatro Lara, en el que alcanza algunos de sus mayores triunfos: La venta de Don Quijote (1910), de Carlos Fernández Shaw, La losa de los sueños (1911), de Jacinto Benavente, Flor de los pazos (1912), de Manuel Linares Rivas, La ciudad alegre y confiada (1916), de nuevo de Benavente o Febrerillo, el loco (1919), de los Hermanos Álvarez Quintero. 
Pasaría más tarde al Teatro Infanta Isabel, de la mano del actor Pedro Sepúlveda. En la última etapa de su vida, se unió a Juan Espantaleón para dirigir su propia compañía.